# Bernoulli Society
La Bernoulli Society for Mathematical Statistics and Probability è una associazione professionale, sezione dell'Istituto Internazionale di Statistica (IIS).
Venne fondata il 10 giugno 1975 a Voorburg nei Paesi Bassi. Tra i fondatori vi erano 
Jerzy Neyman, Henri Theil e Julian Keilson. 

## Presidenti
- 1975: David G. Kendall
- 1975-1977: David Blackwell
- 1977-1979: Klaus Krickeberg
- 1979-1981: David R. Cox
- 1981-1983: Pál Révész
- 1983-1985: Elizabeth Scott
- 1985-1987: Chris Heyde
- 1987-1989: Willem van Zwet
- 1989-1991: Albert N. Shiryaev
- 1991-1993: Peter J. Bickel
- 1993-1995: Ole Barndorff-Nielsen
- 1995-1997: Jef L. Teugels
- 1997-1999: Louis Chen
- 1999-2001: David Siegmund
- 2001-2003: Peter G. Hall
- 2003-2005: Don Dawson
- 2005-2007: Peter Jagers
- 2007-2009: Jean Jacod
- 2009-2011: Victor Perez-Abreu
- 2011-2013: Ed Waymire
- 2013-2015: Wilfrid S. Kendall
- 2015-2017: Sara van de Geer
- 2017-2019: Susan Murphy
- 2019-2021: Claudia Klüppelberg
- 2021-2023: Adam Jakubowski